# Позґа
Позґа (пол. Pozga) — село в Польщі, у гміні Бежунь Журомінського повіту Мазовецького воєводства.
Населення — 43 особи (2011).
У 1975-1998 роках село належало до Цехановського воєводства.

## Демографія
Демографічна структура станом на 31 березня 2011 року:
|          | Загалом | Допрацездатний вік | Працездатний вік | Постпрацездатний вік |
| -------- | ------- | ------------------ | ---------------- | -------------------- |
| Чоловіки | 23      | 3                  | 14               | 6                    |
| Жінки    | 20      | 1                  | 11               | 8                    |
| Разом    | 43      | 4                  | 25               | 14                   |